# Luke Hancock
Pour les articles homonymes, voir Hancock.
Patrick Lucas « Luke » Hancock, né le 20 janvier 1990 à Roanoke est un joueur américain de basket-ball. Il évolue au poste d'ailier.

## Biographie
Il joue deux saisons dans l'équipe universitaire des Patriots de George Mason de 2009 à 2011. Il rejoint en 2011 les Cardinals de Louisville. Il gagne le tournoi NCAA en 2013 et est nommé meilleur joueur du tournoi en marquant 22 points et en renversant le cours de la rencontre.